# Philipp Schmiedl
Philipp Schmiedl (Antau, 23 luglio 1997) è un calciatore austriaco, difensore dell'MSV 2020.

## Caratteristiche tecniche
È un difensore centrale.

## Carriera

### Club
Cresciuto nel settore giovanile del Rapid Vienna, nel 2015 è stato acquistato dall'Union St. Florian con cui ha fatto il suo esordio fra i professionisti il 25 luglio giocando l'incontro di Regionnalliga perso 1-0 contro lo Stadl-Paura. Nel 2016 è stato acquistato dal Pasching/LASK Jrs., società satellite del LASK dove ha fatto il suo esordio in un torneo professionistico in occasione del match di 2. Liga perso 3-0 contro il Wacker Innsbruck II.
Il 23 luglio 2019 ha firmato un contratto biennale con l'Altach, facendo il suo esordio nella massima divisione austriaca nel settembre dello stesso anno, contro il St. Pölten. Il 3 ottobre 2020 si è trasferito in Danimarca fra le file del SønderjyskE.

### Nazionale
Ha giocato nella nazionale austriaca Under-16.

## Statistiche
Statistiche aggiornate al 9 novembre 2020.

### Presenze e reti nei club
| Stagione          | Squadra            | Campionato        | Campionato | Campionato | Coppe nazionali | Coppe nazionali | Coppe nazionali | Coppe continentali | Coppe continentali | Coppe continentali | Altre coppe | Altre coppe | Altre coppe | Totale | Totale | Totale |
| Stagione          | Squadra            | Comp              | Pres       | Reti       | Comp            | Pres            | Reti            | Comp               | Pres               | Reti               | Comp        | Pres        | Reti        | Pres   | Reti   |        |
| ----------------- | ------------------ | ----------------- | ---------- | ---------- | --------------- | --------------- | --------------- | ------------------ | ------------------ | ------------------ | ----------- | ----------- | ----------- | ------ | ------ | ------ |
| 2015-2016         | Union St. Florian  | RL                | 28         | 8          | CA              | 0               | 0               |                    | -                  | -                  |             | -           | -           | 28     | 8      |        |
| 2016-2017         | Pasching/LASK Jrs. | RL                | 18         | 2          |                 | -               | -               |                    | -                  | -                  |             | -           | -           | 18     | 2      |        |
| 2017-2018         | Pasching/LASK Jrs. | RL                | 28         | 5          |                 | -               | -               |                    | -                  | -                  |             | -           | -           | 28     | 5      |        |
| 2018-2019         | Pasching/LASK Jrs. | 1L                | 27         | 1          |                 | -               | -               |                    | -                  | -                  |             | -           | -           | 27     | 1      |        |
| Totale Juniors OÖ | Totale Juniors OÖ  | Totale Juniors OÖ | 23         | 1          |                 | 1               | 0               |                    | -                  | -                  |             | -           | -           | 24     | 1      |        |
| 2019-2020         | Altach Juniors     | RL                | 2          | 0          |                 | -               | -               |                    | -                  | -                  |             | -           | -           | 2      | 0      |        |
| 2019-2020         | Altach             | BL                | 21+1       | 1+0        | CA              | 1               | 0               |                    | -                  | -                  |             | -           | -           | 23     | 1      |        |
| ago.2020          | Altach             | BL                | 1          | 0          | CA              | 0               | 0               |                    | -                  | -                  |             | -           | -           | 1      | 0      |        |
| Totale Altach II  | Totale Altach II   | Totale Altach II  | 23         | 1          |                 | 1               | 0               |                    | -                  | -                  |             | -           | -           | 24     | 1      |        |
| 2020-2021         | SønderjyskE        | SL                | 4          | 0          | CD              | 0               | 0               |                    | -                  | -                  |             | -           | -           | 4      | 0      |        |
| Totale carriera   | Totale carriera    | Totale carriera   | 130        | 17         |                 | 1               | 0               |                    | -                  | -                  |             | -           | -           | 131    | 17     |        |